# 三溴化钚
三溴化钚是一种无机化合物，化学式为PuBr3，存在无水物和水合物。无水物和水合物在放置时会因为钚的α辐射而分解。

## 制备及性质
三溴化钚可由二氧化钚和溴化氢或和一氧化碳和溴在650~800 °C反应得到；也可由钚的草酸盐（Pu2(C2O4)3·9H2O或Pu(C2O4)2·6H2O）在500 °C和溴化氢反应得到。
{\displaystyle {\ce {2 PuO2 . x H2O + 8 HBr -> 2 PuBr3 + (4 + 2 x) H2O + Br2}}}
{\displaystyle {\ce {Pu2(C2O4)3 . 10 H2O + 6 HBr -> 2 PuBr3 + 3 CO + 3 CO2 + 13 H2O}}}
三溴化钚六水合物可从溶液中结晶得到。
它和三氧化二锑在真空中加热反应，可以得到PuOBr。它和K2COT在THF中于−10~−20 °C反应，可以得到KPu(COT)2·2THF。